# مهدی برکشلی
مهدی بَرکِشلی (۱۲۹۰ ش – ۲۹ دی ۱۳۶۶) موسیقی‌دان، آهنگساز موسیقی ایرانی، نوازنده ویولن و محققی نامدار در عرصه موسیقی نظری و مبانی فیزیکی آن بود که یافته‌های نوینی را در شناخت اصولِ پرده‌بندی و مختصات فیزیکی نسبت‌های فواصل مخصوص موسیقی ایرانی عرضه کرد.

## ابتدای زندگی و تحصیلات
مهدی برکشلی در سال ۱۲۹۰ در خانواده‌ای مذهبی در تهران متولد شد. مهدی برکشلی تحصیلات ابتدایی را در دبستان توفیق گذراند و دوره متوسطه را در ۱۳۰۹ در دبیرستان شرف به پایان رساند. نخستین معلم موسیقی او اسماعیل زرین‌فر بود که دو سال و اندی نواختن ویولون (در موسیقی ایرانی) را به او آموخت. در ۲۱ سالگی دوره لیسانسِ رشته فیزیک و شیمی را به پیشنهاد محمود حسابی در شعبه علمی دارالمعلمین عالی (که بعدها جزو دانشگاه تهران شد) تمام کرد و به تدریس در دبیرستان‌های دارالفنون و ثروت پرداخت. در این مدت، برکشلی به آموختن بُعدِ نظری و عملی موسیقی، نزد علینقی وزیری ادامه داد و ضمن آشنایی با نظریه جدید او دربارهٔ موسیقی ایرانی، نواختن ویولون و کار با ارکستر را فراگرفت. وی تنها کسی بود که از مدرسه خصوصی وزیری (مدرسه عالی موسیقی)، موفق به دریافت دیپلم عالی شد. همچنین در ارکستر «انجمن دوستداران موسیقی ملی» که روح‌الله خالقی در ۱۳۲۳ تأسیس کرده بود، سمت نوازنده ویولون و آهنگساز داشت. او دوره مقدماتی ردیف مجلسی موسیقی ایرانی را نیز نزد ابوالحسن صبا آموخت.

### تحصیلات عالیه در خارج
برکشلی در سال ۱۳۲۵ برای ادامه تحصیل به همراه عده‌ای به فرانسه اعزام شد. در پاریس علاوه بر مطالعه در مرکز بین‌المللی مطالعات تعلیم و تربیت، در رشته فیزیک دانشگاه سوربن به تحصیل پرداخت و در ۳۷ سالگی با درجه دکتری دولتی علوم فارغ‌التحصیل شد. همچنین مدتی در مرکز ملی تحقیقات علمی فرانسه (C.N.R.S) در رشته‌های تخصصی صداشناسی (آکوستیک) مشغول به کار شد و در ۱۳۳۲ ش از دانشگاه اکس‌مارسی دکتری تخصصی در رشته علوم آکوستیک اخذ کرد. در این مدت، به دلیل اشتراک رشته‌های فیزیک و موسیقی در مبحث اصوات و ارتعاشات، به شناخت مختصات فیزیکی گام‌ها و دیگر جنبه‌های علمی موسیقی همت گماشت. همچنین دربارهٔ تاریخ و ویژگی‌های موسیقی سنتی ایران و آثار موسیقیدانان قدیم ایرانی به تحقیق و تألیف پرداخت. وی دانسته‌های خود را در زمینه «ردیف» موسیقی در سی صفحه گرامافون (۷۸ دور) در صداخانۀ ملی پاریس، ضبط کرد. این صفحه‌ها در ایران موجود نیست.

### مراجعت به ایران
پس از بازگشت به ایران، در ۱۳۳۳ بازرس تعلیماتی وزارت فرهنگ (که بعدها وزارت آموزش و پرورش نام گرفت) و برای توسعۀ اداره کل هنرهای زیبا طرح‌هایی چون تأسیس سازمان ملی فولکلور ایران و صداخانه ملی و تأسیس دوره عالی موسیقی‌شناسی در هنرستان عالی موسیقی ملی ارائه داد. پس از آن در دانشگاه تهران در گروه فیزیک دانشکدهٔ علوم به تدریس دروسی مانند حرارت، مکانیک، الکترومگنتیک، فیزیک جدید، آکوستیک و سایر رشته‌ها اشتغال ورزید. وی در اوایل دهه ۱۳۵۰ به سمت مدیریت گروه فیزیک دانشکده علوم منصوب شد. او همچنین در دانشکده‌های دامپزشکی، افسری، فنی، علوم، هنرهای زیبا، دانشگاه اراک و جندی‌شاپور به تحقیق و تدریس پرداخت. مدت‌ها نیز تدریس فیزیک و شیمی را در دوره‌های دوم متوسط دبیرستان‌های دارالفنون و ثروت را به عهده داشت.
فعالیتهای دیگر او در این دوره، علاوه بر تدریس در دانشگاه‌ها و دانشکده‌های مختلف، بدین قرار بود: عضویت گهگاه در امور اداری موسیقی رادیو و اداره هنرهای زیبا؛ عضویت و ایراد سخنرانی در گردهمایی‌های مختلف داخلی و خارجی؛ نظارت بر کارگاه سازسازی وزارت فرهنگ و هنر؛ تأسیس گروه موسیقی و گروه تئاتر در دانشکده هنرهای زیبای دانشگاه تهران؛ تأسیس «انستیتوی تحقیقات موسیقی‌شناسی» در فرهنگستان ادب و هنر ایران؛ تأسیس کمیته ملی موسیقی یونسکو؛ ریاست کمیسیون ملی یونسکو در ایران و نیز ریاست انجمن فیزیک ایران؛ معاونت فرهنگی وزارت فرهنگ و آموزش عالی؛ عضویت در مجمع بین‌المللی انجمن آکوستیک دانان آمریکا؛ و عضویت در انجمن آکوستیک گت گاتِ آمریکا و سازمان بین‌المللی هنر فولکلور (وابسته به یونسکو). از برکشلی بیش از چهل مقاله در زمینه‌های صداشناسی، موسیقی و آموزش علوم شامل ۲۳ مقاله به زبان‌های انگلیسی و فرانسه و بیش از بیست مقاله به فارسی، یازده عنوان تألیف در زمینۀ فیزیک، مکانیک، پرتونگاری (رادیوگرافی)، موسیقی و چهار عنوان ترجمه و شرح متون کهن راجع به موسیقی برجای مانده‌ است

## خانواده
او سه دختر و دو پسر از خود بر جای گذاشته‌ است. دو دختر او، پری و آریانا، خود موسیقیدان، نوازنده پیانو و محقق موسیقی هستند. بزرگ‌ترین دختر او پری (م. ۱۳۲۴)، در محضر پدر پیانو را فرا گرفت و جوانترین و اولین دختر ایرانی شد که برای اجرای کنسرت در خارج از ایران روی صحنه رفت. او پس از تحصیل در کنسرواتوار عالی موسیقی پاریس به ایران بازگشت و اولین زن مدیر گروه موسیقی دانشکدهٔ هنرهای زیبای دانشگاه تهران شد. او تا ۱۳۶۰، دانشیار موسیقی دانشگاه تهران بود و از آن پس به فرانسه رفت و هم‌اکنون در این کشور به آموزش و پژوهش هنری اشتغال دارد. آریانا در شمال نیویورک به تدریس موسیقی و نوازندگی پیانو اشتغال دارد. ماندانا، نخستین زن ایرانی است که دکترای مرمت آثار هنری دریافت کرده‌است. او هم‌اکنون دانشیار دانشگاه بین‌المللی اسلامی مالزی، و مدیر گنجینه موزه هنرهای اسلامی مالزی است. یکی از پسران وی، کسری، استاد و رئیس سابق دانشکده مهندسی برق دانشگاه صنعتی شریف بود.

## تحقیقات
به سبب ارتباط مستقیم رشتهٔ موسیقی و رشتهٔ فیزیک، و با شناخت خصوصیات موسیقی سنتی ایران و تاریخ آن، برکشلی به مطالعات و تحقیقاتی بر مبنای تألیفات نوشته‌های فارابی، ابن سینا، صفی‌الدین ارموی و دیگر فلاسفه ایران پرداخت و نتیجهٔ تحقیقات وی در مجله‌های داخلی و خارجی و نیز به صورت کتاب به چاپ رسید.
برکشلی به سه زبان فرانسوی، انگلیسی و عربی تسلط کامل داشت و یکی از بزرگ‌ترین کارهای ایشان ترجمه و تفسیر کتاب ارزشمند الموسیقی الکبیر اثر فارابی به فارسی است، و بخش بزرگی از مطالعات و تحقیقات وی در زمینه موسیقی علمی می‌باشد.
برکشلی، نواختن برخی آلات موسیقی را به‌خوبی می‌دانست و مدتها شاگرد علینقی وزیری بوده و از او ویولن درس می‌گرفت، در همان زمان بود که به پیشنهاد دکتر حسابی، با همکاری چند تن از موسیقی‌دانان و هنرمندان از جمله وزیری و حاج مخبر السلطنه هدایت و با استفاده از امکانات دانشکده فیزیک-که تحت سرپرستی دکتر حسابی بود-تحقیقات و آزمایش‌هایی در مورد گام موسیقی ایرانی که گام فارابی است انجام داد. برکشلی تحقیقات آزمایشگاهی وسیعی را در مورد اندازه‌گیری فواصل بین درجات گام موسیقی ایرانی آغاز کرد و چندین مقاله و کتاب دربارهٔ موسیقی تألیف نمود.

### یافته‌های متمایز
آنچه برکشلی را در میان موسیقیدانان قبل و بعد از او متمایز می‌کند، تسلط او بر مبانیِ علمی غیرموسیقایی همانند فیزیک و آکوستیک است. وی در نتیجة این تواناییها و به‌کارگیری روشهای علمی، به مقدمات جامعی از اصول اولیه جمال‌شناسی موسیقی سنتی (ردیف) دست یافت که جسته گریخته در آثار او منعکس شده‌است. محور اصلی تحقیقات وی برمبنای شناخت اصولِ پردگانی و مختصات فیزیکی نسبتهای فواصل مخصوص موسیقی ایرانی است که در کتاب مهم او گامها و دستگاه‌های موسیقی ایرانی مشهود است.
این کتاب، حاصل بیش از دو سال پژوهش در آزمایشگاه دانشکده فیزیک دانشگاه تهران است که در دوره تحصیل برکشلی در «دارالمعلمین عالی» زیرنظر دکتر محمود حسابی انجام شد. منظور از این آزمایشها، حلّ اختلاف علینقی وزیری و مهدیقلی هدایت بر سر تعیین فواصل در موسیقی ایرانی بود که به عقیده مهدیقلی هدایت، برپایه ثلث پرده ـ مطابق نظریات فارابی و صفی الدین اُرمَوی ـ بنا شده‌است، در حالی که علینقی وزیری طبق گام موسیقی اروپایی (گام باخ یا گام معتدل) که دوازده نیم پرده‌است، فواصل موسیقی ایرانی را ۲۴ ربع پرده مساوی می‌دانست که ابداع خود وی بود. پژوهشهای برکشلی نادرستی نظریه وزیری را ثابت کرد شرح دقیق‌تر نتایج پژوهشهای او به انضمام الحاق اصولی مقدماتی از جمال‌شناسی موسیقی سنتی قدیم (ردیف) دو سال پس از مرگش انتشار یافت
به اعتقاد برکشلی، ایران بویژه در دوره اسلامی خاستگاه اصلی موسیقی شرق بوده و گامِ موسیقی شرقی بر پایهٔ پرده بندی تنبور خراسان است که فارابی آن را مفصلاً تشریح و صفی الدین ارموی تثبیت کرده‌است. برکشلی همچنین ثابت کرد که فارابی هشتصد سال قبل از یوهان سباستیان باخ، نظریة اعتدال مساویِ فواصل گام را پیشنهاد کرده بوده‌است، و این تأکید بر تقدّم، به معنای تأکید بر تجویز این نظریه برای موسیقی شرقی است؛ چرا که در عین حال، وی از فارابی نقل می‌کند که توافق صداها و ملایمت ابعاد که براحساس طبیعی استوار است باید پایه و اساس گرفته شود نه عوامل مصنوعی، و این بحث در قضیة کاربرد نسبت معروفِ ۲۵۶۲۴۳ که اصطلاحاً بقیه نامیده می‌شود، به نتیجه رسیده‌است. این نظریه در حقیقت مؤیّد نظریه هرمان فون هلمهولتز در پژوهشِ فواصل گام طبیعی است و نشان می‌دهد که ایرانیان از دیرباز به فواصل گام طبیعی آشنایی کامل داشته‌اند و در تبیین مبانی نظری و اجرای عملی، از آن انحراف حاصل نمی‌کرده‌اند. حاکمیت این موضوع در موسیقی سنتی ایران که وابسته به بخش فرهنگ رسمی ـ غیربومیِ برخاسته از تمدن ـ شهرهای بزرگ ایران است، تا حدود هفتاد سال پیش برقرار بود؛ تا اینکه ورود و حاکمیت نظریه‌های جدید، که برخاسته و تقلیدی از اصول نظری ـ علمیِ موسیقی اروپایی بود، مسائل جدیدی پیش آورد. با این حال، هنوز در بیشتر نقاطی که موسیقی مقامی ایران به صورت دست نخورده اجرا می‌شود، بخصوص منطقه خراسان، این اصول قابل حس و سنجش است.
برکشلی به زبان و مظاهر فرهنگ ایرانی ـ اسلامی علاقه خاصی داشت و تحت تأثیر استادش، محمود حسابی، به واژه‌یابی و واژه‌سازی‌های علمی با بهره‌گیری از مشتقاتِ ابداعی زبان فارسی ـ به شیوة فرهنگستان ـ توجه می‌کرد. پیشنهاد نام‌گذاری گام تعدیل مساوی نیم پرده‌ها به نام فارابی، انتخاب نام‌های «فار» و «فاراب» برای واحد سنجش لگاریتمی موسیقی (معرف نسبتی برابر ۰۰۲۰۹ر۰ لگاریتم که پیشنهاد فارابی بوده‌است که در ۲۵ اسفند ۱۳۵۳ به تصویب انجمن فیزیک ایران رسید، نمونه‌هایی از این امر است.
تجدیدچاپ و ویرایش آثار او توسط کسری برکشلی و علیرضا میرعلینقی در حال انجام بوده‌ است.

## بازنشر آثار
آثار مهدی برکشلی توسط مرکز دائرةالمعارف بزرگ اسلامی بازنشر شده‌ است.

## مرگ
سرانجام برکشلی در صبحگاه ۲۹ دی ۱۳۶۶ درگذشت و در قبرستان امامزاده عبدالله شهرری به خاک سپرده شد.